# Battaglia di Grandson
La battaglia di Grandson si svolse il 2 marzo 1476. Fu un fatto d'arme nell'ambito delle guerre borgognone e si dimostrò la maggior sconfitta per il duca Carlo I di Borgogna

## L'assedio di Grandson e l'esecuzione della guarnigione

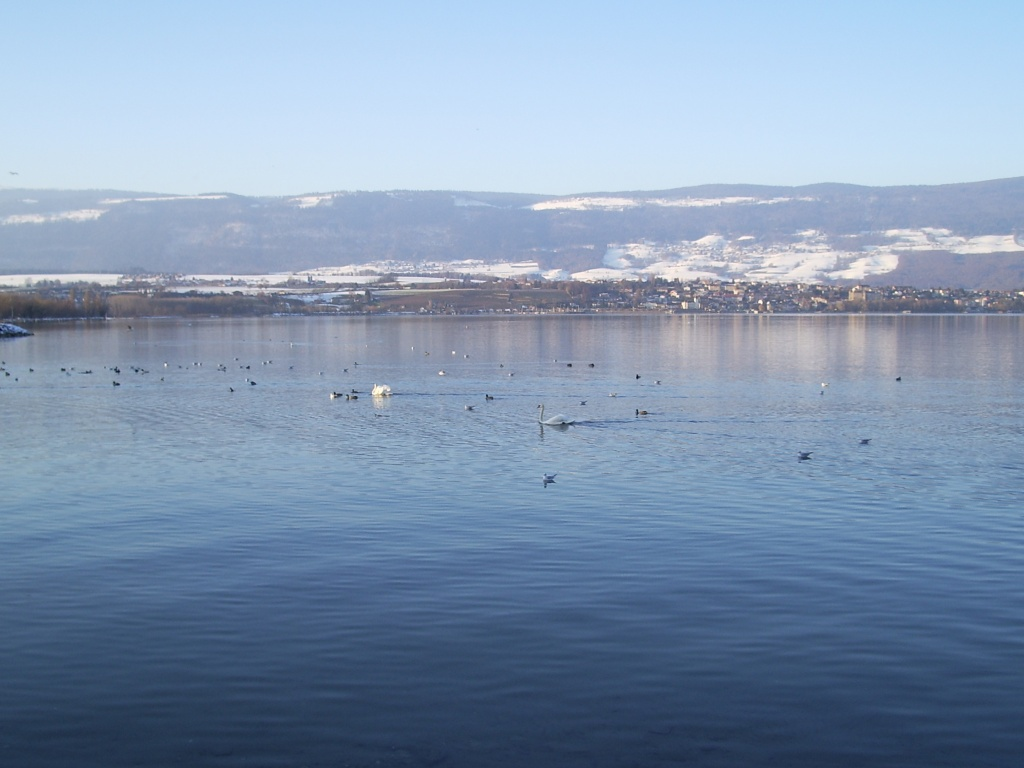
Immagine del Lago di Neuchâtel da Yverdon-les-Bains. Il villaggio di Grandson è visibile sull'altra sponda del lago

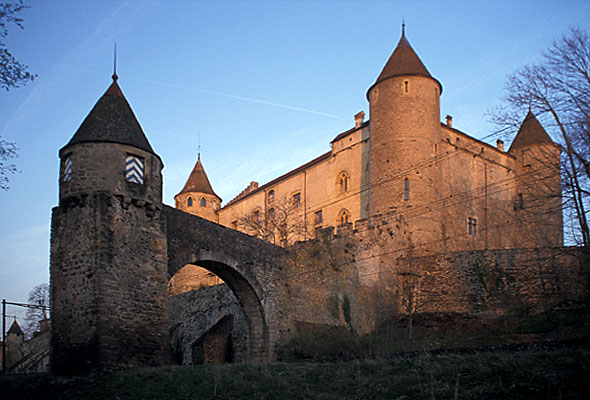
Il castello di Grandson in Svizzera

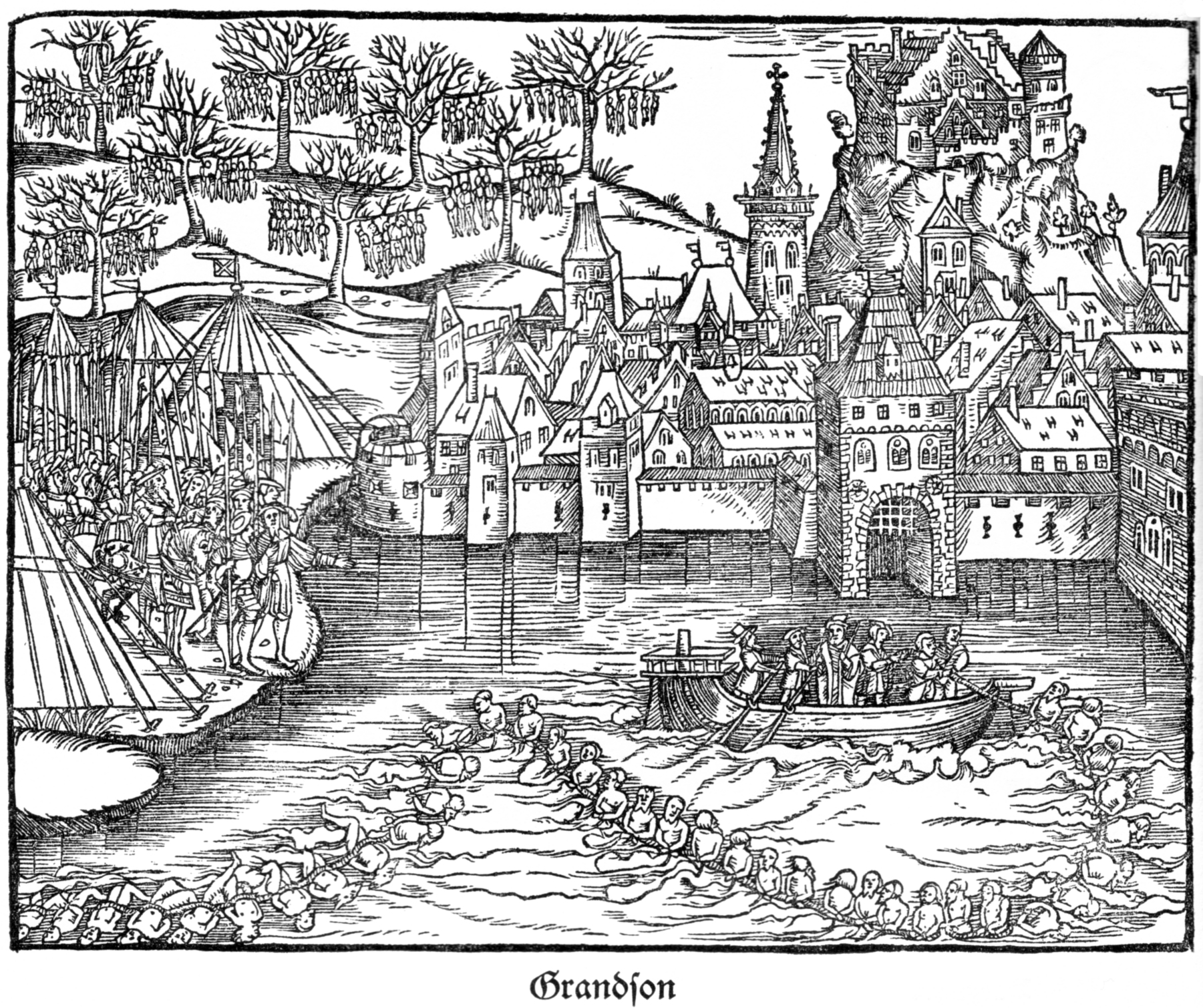
Esecuzione dei componenti la guarnigione di Grandson - Stampa di Johannes Stumpf del 1548.

Carlo il Temerario tentò di invadere la Confederazione Svizzera da ovest, con l'ausilio di un esercito di mercenari, il quale, nel tardo febbraio del 1476, pose l'assedio alla fortezza di Grandson, eretta sul Lago di Neuchâtel. Carlo portò con sé molti cannoni pesanti, causando il panico nella guarnigione nemica, specie dopo aver dimostrato l'efficacia del bombardamento: gli assediati compresero che la loro sorte sarebbe stata segnata quando sulla fortezza si fosse scatenata l'artiglieria borgognona. Gli svizzeri, su pressione del Canton Berna, organizzarono un esercito per venire in aiuto della guarnigione. Una barca si accostò alla fortezza con la notizia dei soccorsi, ma non abbastanza, a causa del timore di essere cannoneggiata dall'artiglieria borgognona. Gli uomini dell'imbarcazione gesticolarono verso gli assediati, cercando di comunicare che gli aiuti erano in marcia, ma furono male interpretati e la guarnigione decise di arrendersi.
Le fonti svizzere furono concordi nell'asserire che gli uomini si consegnarono solo previa garanzia da parte di Carlo I di essere risparmiati. Lo storico Panigarola, che era con Carlo I, sostenne che la guarnigione si affidò alla misericordia del duca e che fu sua discrezione decidere della loro sorte. Egli deliberò di assassinarli e li fece impiccare tutti: ben 412 uomini. In un episodio che Panigarola descrisse come "scioccante ed orribile", tutte le vittime furono condotte oltre la tenda di Carlo ed impiccate agli alberi, in una serie di esecuzioni che durò quattro ore (28 febbraio 1476).

## La battaglia di Grandson
Gli svizzeri non ebbero notizia del destino della guarnigione ed organizzarono le loro forze nella speranza di rompere l'assedio. Il loro esercito contava poco più di 20000 uomini e probabilmente superava di poco quello borgognone. Il 2 marzo 1476 l'esercito svizzero si avvicinò alle forze di Carlo alla città di Grandson. Gli svizzeri avanzarono su tre gruppi e la loro avanguardia incontrò i borgognoni. Scarse ricognizioni lasciarono Carlo disinformato circa l'entità e lo schieramento degli svizzeri, così il duca credette che l'avanguardia fosse in realtà il nemico al completo. Quest'ultima, includeva principalmente uomini provenienti da Svitto, Berna e Soletta. Gli svizzeri, avendo capito che presto sarebbero scesi in battaglia, si inginocchiarono a pregare. Dopo aver recitato tre Padre nostro e tre Ave Maria. I borgognoni in armi, da quel che si dice, fraintesero tale condotta, interpretandola come un segno di sottomissione. Nella frenesia, si precipitarono contro gli svizzeri gridando "Non riceverete pietà, dovrete morire tutti". Subito i cavalieri borgognoni circondarono l'avanguardia svizzera, ma Carlo commise un grave errore. Dopo una breve schermaglia, egli ordinò alla cavalleria di ritirarsi, cosicché l'artiglieria potesse assottigliare le forze nemiche prima che gli attacchi fossero ripetuti. A questo punto, il grosso dell'esercito svizzero emerse dalla foresta che ne aveva occultato l'avvicinamento. L'esercito borgognone, già in ripiegamento, si disorientò immediatamente quando la seconda parte dei soldati nemici comparve. La ritirata divenne subito una rotta, con l'esercito borgognone che ruppe i ranghi e fuggì. Per un po' Carlo cavalcò tra i soldati intimando loro di fermarsi, ma lo sbandamento era inarrestabile ed anche lui fu costretto a fuggire. Entrambi i contendenti ebbero pochi feriti. Con poche perdite gli svizzeri riuscirono ad umiliare uno dei più grandi sovrani d'Europa, a sconfiggere uno dei più temibili eserciti e catturare un imponente tesoro. Il bottino che Carlo portava con sé era sostanzioso ed un buon numero di gioielli finirono nelle mani degli svizzeri, che all'inizio non ne capirono il valore.

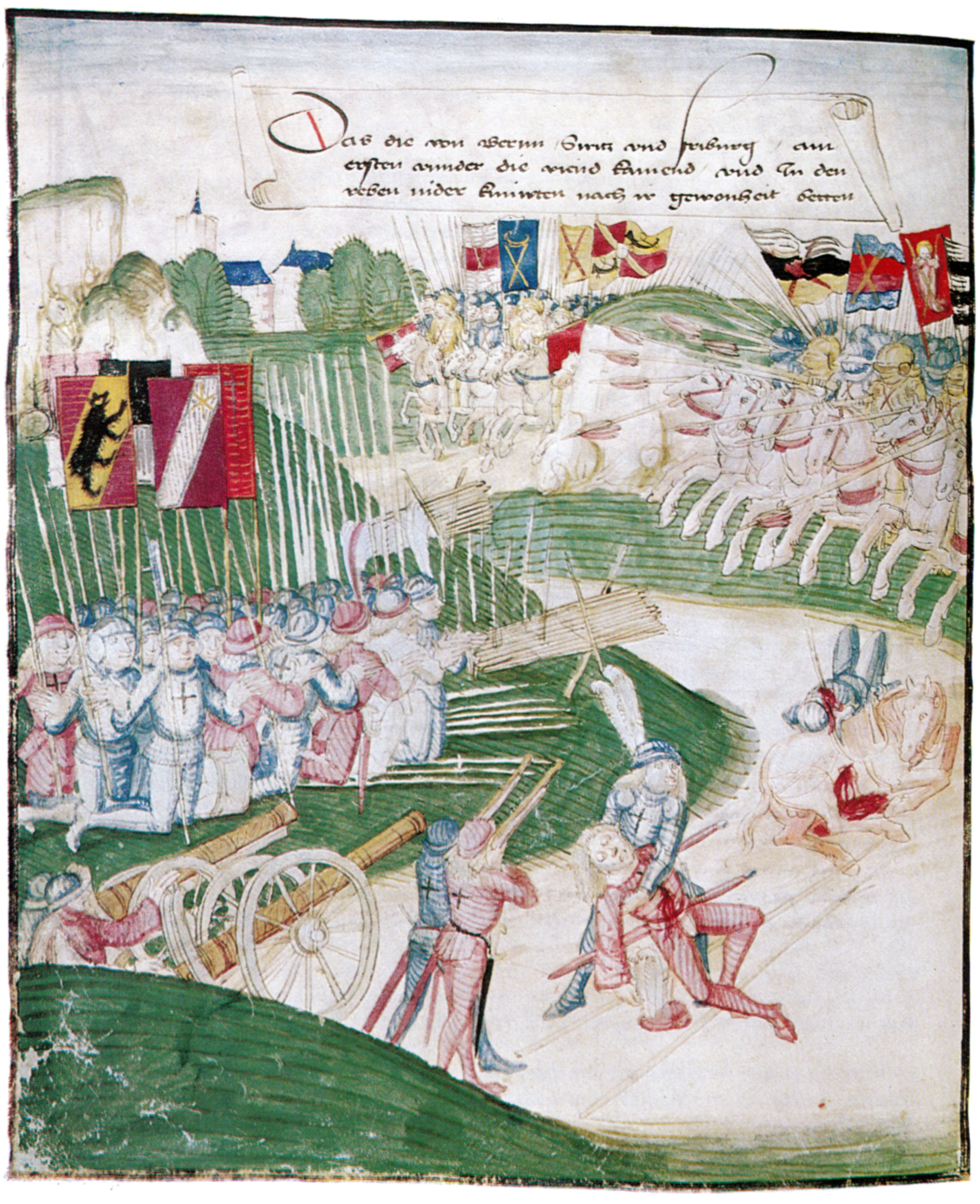
Gli svizzeri in preghiera prima della battaglia di Grandson – da: Berner Chronik di Diebold Schilling il Vecchio.

## Conseguenze
In seguito gli svizzeri si imbatterono nei corpi dei loro connazionali ancora appesi agli alberi.
Carlo aveva tentato di piegare la volontà dei nemici uccidendo chiunque catturava, mentre in questo modo li unì come non prima nella determinazione di distruggerlo. Quando i borgognoni incontrarono gli svizzeri nella battaglia di Morat, nel giugno del 1476, furono da questi ultimi annientati.